# 圣日耳曼-莱科尔贝伊
圣日耳曼-莱科尔贝伊（法語：Saint-Germain-lès-Corbeil，法語發音：[sɛ̃ ʒɛʁmɛ̃ lɛ kɔʁbɛj] ⓘ，意为“科尔贝伊附近的圣日耳曼”）是法国法蘭西島大區埃松省的一个市镇，位于该省东部，属于埃夫里区。

## 地理
圣日耳曼-莱科尔贝伊（48°37'14"N, 2°29'21"E）面积4.93 平方千米，位于法国法蘭西島大區埃松省，该省份为法国北部内陆省份，北起上塞纳省和马恩河谷省，西接厄尔-卢瓦省和伊夫林省，南至卢瓦雷省，东临塞纳-马恩省。
与圣日耳曼-莱科尔贝伊接壤的市镇（或旧市镇、城区）包括：蒂日里、科尔贝伊-埃松、埃蒂奥勒、圣皮埃尔迪佩赖。

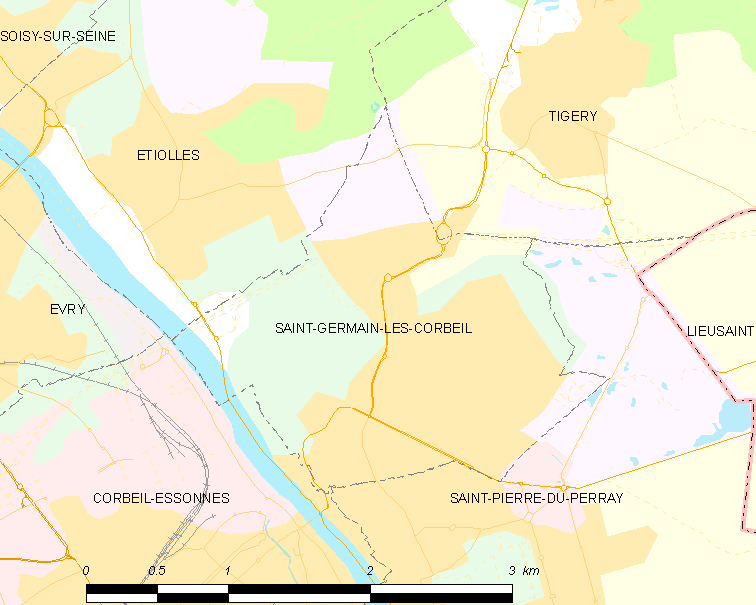
圣日耳曼-莱科尔贝伊的OSM定位图

圣日耳曼-莱科尔贝伊的时区为UTC+01:00、UTC+02:00（夏令时）。

## 行政
圣日耳曼-莱科尔贝伊的邮政编码为91250，INSEE市镇编码为91553。

## 政治
圣日耳曼-莱科尔贝伊所属的省级选区为德拉韦伊县。

## 人口

1962-2008年间圣日耳曼-莱科尔贝伊人口变化图示

圣日耳曼-莱科尔贝伊于2022年1月1日时的人口数量为7471人。